# Onthophagus furciceps
Onthophagus furciceps är en skalbaggsart som beskrevs av Sylvain Auguste de Marseul 1869. Onthophagus furciceps ingår i släktet Onthophagus och familjen bladhorningar. Inga underarter finns listade i Catalogue of Life.